# Túrin
Pour les articles homonymes, voir Turin (homonymie).
Túrin, dit Turambar (ˈtuːrɪn tuˈrambar) ou le Noire Épée, est un personnage du légendaire de J. R. R. Tolkien, apparaissant notamment dans le Silmarillion. Il est le personnage principal et le héros tragique (ou antihéros) du roman Les Enfants de Húrin. Avant la sortie de ce livre, des versions antérieures de cette même histoire et quelques textes plus tardifs avaient été publiés dans les Contes et légendes inachevés et dans la série Histoire de la Terre du Milieu.
Dans ces livres, Túrin est un Homme du Premier Âge de la Terre du Milieu, dont la famille a été maudite par Morgoth, l'être le plus maléfique du légendaire. Au cours de ses tentatives infructueuses de défier le destin, Túrin apporte la ruine sur plusieurs maisons humaines et elfiques, ainsi que sur lui-même et sa sœur Nienor Níniel. Leur histoire est rapportée dans le Lai des Enfants de Húrin ou Narn i Chîn Húrin, qui fut revendiqué par Tolkien comme étant la source des écrits publiés.
Túrin est brièvement mentionné dans la Communauté de l'anneau (Le Seigneur des anneaux), mais il est seulement dit qu'il était l'un des amis des Elfes des temps anciens. Dans Les Deux Tours, son nom apparaît comme celui d'un puissant guerrier, sans que rien de plus ne soit dit.

## Histoire
Túrin est le fils de Húrin Thalion, seigneur du peuple de Hador, et de Morwen Eledhwen de la Maison de Bëor. Il est né lors du mois de Gwaeron (mars) de l'an 464 du Premier Âge. Il a une jeune sœur, Urwen, que tout le monde appelait Lalaith (le rire), qui meurt de maladie à l'âge de trois ans, à cause d'un vent mauvais venu d'Angband. Túrin est aussi malade, mais il guérit. Son plus proche ami d'enfance est Sador, un menuisier qui lui apprend la sagesse.
Le siège d'Angband est rompu à cette époque, mais la maison de Túrin en Dor-lómin et le peuple de Hador continuent à résister aux forces du Seigneur des Ténèbres, Morgoth. Quand Túrin atteint l'âge de huit ans, Húrin mène la quasi-totalité de ses hommes à la guerre, et ils périssent tous pendant la bataille des Nírnaeth Arnoediad, la Bataille des Larmes Innombrables. Húrin lui-même est capturé vivant, et est maudit, ainsi que toute sa famille, par Morgoth. Dor-lómin est envahi par les Orientaux, sous le commandement de Morgoth. Túrin reste avec Morwen, qui le cache des envahisseurs, craignant qu'ils ne l'asservissent ou ne le tuent en tant qu'héritier à la fois de Dor-lómin et de Ladros. Elle l'envoie secrètement et sous la protection de Grithnir et Gethron jusqu'au royaume elfique de Doriath ; Morwen elle-même reste à Dor-lómin et met au monde peu après une fille, Nienor.
Túrin et ses guides finissent par atteindre Doriath, et sont pris dans l'Anneau de Melian. Ils sont près de mourir quand le frontalier Beleg les trouve et les mène à Menegroth. Le roi Thingol adopte Túrin, en mémoire des actes de Húrin et à cause de sa parenté avec Beren Erchamion. Une des amies de Túrin est la demoiselle elfe Nellas, qui veille sur lui par ordre de la reine Melian et lui apprend un peu de la connaissance elfique. Túrin devient estimé et renommé pour ses prouesses et sa hardiesse, et Beleg devient son professeur de guerre.
Après huit annéesd'occupation de Dor-lómin, les nouvelles de Morwen et Nienor cessent d'arriver. Túrin décide alors de combattre Morgoth, espérant venger les malheurs de sa lignée. Thingol fait de lui un de ses « chevalier de l'épée », et Túrin part pour les frontières nord de Doriath combattre les Orques. Il est rejoint par Beleg. Son arme préférée devient alors l'épée, il porte désormais le Heaume du Dragon de Hador, et les Orques commencent à le craindre plus que tout autre.
À l'âge de vingt ans,, Túrin cause accidentellement la mort de Saeros, un des conseillers de Thingol, qui le méprisait à cause de son origine mortelle. Túrin le blesse pour cela, mais tombe ensuite dans une embuscade tendue par Saeros. Túrin le maîtrise, le chassant devant lui en le menaçant de son épée jusqu'à un ravin où, en tentant de sauter, Saeros trébuche, tombe et se tue sur les rochers. Avant qu'il ne puisse être entendu devant Thingol pour cet acte, Túrin s'enfuit de Doriath, craignant l'emprisonnement et ne tenant pas compte des conseils de Mablung. Thingol, après avoir appris les circonstances du drame par Nellas, pardonne finalement à Túrin, et Beleg obtient de partir à la recherche de son ami.
Inconscient de cela, Túrin part vers l'ouest, finissant par rencontrer une bande de hors-la-loi appelée Gaurwaith, qui vivaient dans les forêts au sud de la rivière Taeglin. Il leur prouve sa valeur en tuant un de leurs plus grands guerriers, et gagne ainsi sa place dans leur groupe. Il ne fait rien pour retenir leurs mauvais actes, comme le pillage des fermes isolées des Hommes. Une année plus tard, il tente de sauver la fille d'un forestier de Larnach, et tue par erreur le chef de la bande, Forweg. Il se proclame alors chef de la bande, et cette place lui est accordée en tant que « meilleur homme » parmi les hors-la-loi.
Beleg trouve bientôt la bande dans la nature, alors que Túrin est absent, espionnant les Orques. Les hors-la-loi traitent l'elfe avec cruauté, ce qui pousse Túrin à arrêter sa mauvaise vie, ne chassant désormais que les serviteurs d'Angband. Il repousse l'avis de Beleg de revenir à Doriath, et l'Elfe repart alors pour Menegroth. Plus tard, la bande de Túrin capture Mîm, le Petit Nain, dont les deux enfants s'échappent. L'un d'entre eux, Khîm, est cependant mortellement blessé par le hors-la-loi Andróg. Pour sauver sa propre vie, Mîm est obligé de partager sa demeure au sommet de la colline d'Amon Rûdh avec la bande.
À cette époque, Beleg revient vers Túrin, soignant ceux de la bande qui étaient tombés malades à cause du froid, et amène du lembas offert par Melian. Il apporte également le Heaume du Dragon, et le territoire autour d'Amon Rûdh est par la suite connu sous le nom de Dor-Cúarthol, le « Pays de l'Arc et du Heaume ». De nombreux guerriers se joignent à eux, et une bonne partie de l'Ouest du Beleriand est libérée du mal par les prouesses des « Deux Capitaines », Beleg et Túrin. Cependant, en portant le Heaume, Túrin révèle son identité à Morgoth, qui envoie derechef les Orques contre Amon Rûdh deux ans plus tard. Ils trouvent Mîm, qui les guide en haut de la colline. Túrin fut capturé et tous ses hommes tués, excepté Beleg et Andvír.
Beleg suit les Orques dans la forêt de Taur-nu-Fuin, où il rencontre Gwindor, un Elfe esclave échappé d'Angband. Ensemble, ils sauvent Túrin aux environs des frontières de l'Anfauglith. Ce sauvetage coûte la vie de Beleg : lorsqu'il tranche les liens de Túrin endormi, celui-ci dans l'obscurité le prend pour un Orque venu le tourmenter, lui arrache son épée, Anglachel, et le tue. Túrin en est assommé par le chagrin, mais Gwindor le mène à Eithel Ivrin, où il reprend ses esprits.
Gwindor et Túrin voyagent jusqu'à la forteresse cachée de Nargothrond, où Gwindor vivait. Anglachel est définitivement confiée à Túrin, qui la reforge et la nomme Gurthang, « acier de mort ». Túrin cache son vrai nom, et est finalement connu comme Mormegil, le Noire-épée de Nargothrond, à la suite de ses exploits avec Gurthang. Gwindor retrouve son ancien amour, Finduilas, fille du roi Orodreth, tandis que celle-ci tombe amoureuse de Túrin, qui ne s'en aperçoit pas.
Túrin est extrêmement influent à Nargothrond, devenant le conseiller en chef d'Orodreth. Il encourage les Elfes à abandonner leurs pratiques du secret, et à construire un grand pont devant les Portes de Nargothrond ; ils parviennent à purifier la terre entre le fleuve Sirion et Falas de tout ennemi. Cependant, Túrin devient arrogant, ignorant jusqu'à l'avertissement du Vala Ulmo, apporté par Gelmir et Arminas, de détruire le pont et de revenir aux anciennes pratiques du secret.
Pendant le séjour de cinq années à Nargothrond, Morgoth envoie contre eux une grande armée d'Orques menée par le dragon Glaurung. Túrin encourage Orodreth à rassembler ses forces pour se battre face à face. Durant la bataille de Tumhalad qui s’ensuit, les armées de Nargothrond sont détruites et Orodreth tué. Le pont permet aux forces de Morgoth de localiser la forteresse et de traverser la rivière Narog. Túrin combat vaillamment et est le seul capable de résister à Glaurung, mais il abandonne la bataille pour emporter Gwindor grièvement blessé, qui, avant de mourir, enjoint Túrin de sauver Finduilas, prophétisant qu'elle seule peut le sauver de son destin.
Túrin revient alors sauver les captifs de Nargothrond, où il est pris par le puissant regard de Glaurung qui l'immobilise, comme statufié pendant que Finduilas est emmenée au loin, criant son nom. Le dragon le trompe en lui faisant croire que Morwen et Nienor sont en train de souffrir à Dor-lómin, et Túrin abandonne Finduilas pour partir à la recherche des siens.
L'année suivante, il atteint Dor-lómin, où il trouve son ancienne demeure envahie par Brodda l'Oriental, qui a pris les anciennes terres et possessions de Húrin. Là, Túrin apprend de l'épouse de Brodda, Aerin, que Morwen est déjà partie pour le Doriath avant la chute de Nargothrond, car les propres efforts de Túrin ont rendu cette voie praticable. Dans sa rage, il tue Brodda et les siens, déclenchant une révolte. Quand il part, Aerin se jette dans les flammes de la demeure, et les survivants du Peuple de Hador sont désormais traités encore plus cruellement[pas clair].
Túrin tente ensuite de rechercher Finduilas et suit ses traces jusqu'à la forêt de Brethil, mais il arrive trop tard : les forestiers l'informent que les Hommes de Brethil ont tendu une embuscade pour libérer les prisonniers, et que Finduilas a été tuée par les Orques. Túrin s'effondre de chagrin sur la tombe et est amené à Ephel Brandir. Là, il reprend goût à la vie, se nommant lui-même Turambar (« Maître du Destin »), espérant ainsi échapper à la malédiction. Le Peuple de Haleth qui demeure là est dirigé par Brandir l'Infirme, qui espérait préserver son peuple par le secret. Turambar gagne rapidement la faveur du Peuple, qui rejette Brandir, et certains harcèlent les Orques sur les frontières. Il n'utilise plus Gurthang, combattant avec une lance et un arc.
Pendant ce temps, Morwen et Nienor vivent à Doriath ; lorsque les nouvelles de la destruction de Nargothrond leur parviennent, elles partent à la recherche de Túrin, contre l'avis de Thingol, qui ordonne finalement à une compagnie d'Elfes de les accompagner. Glaurung, qui demeurait à présent dans les ruines de Nargothrond, descend dans la rivière pour que le brouillard se lève et disperse la compagnie. Morwen se perd, mais Nienor rencontre le dragon et est ensorcelée par ce dernier, oubliant son passé. Elle finit par échapper aussi bien aux Elfes qu'aux Orques qui la cherchaient et erre en Brethil.
Turambar trouve Nienor sur la tombe de Finduilas, nue, incapable de parler et ne se souvenant de rien. Il l'appelle Níniel, « jeune fille des larmes », et la mène à Ephel Brandir. Là, Brandir la guérit et tombe amoureux d'elle. Cependant, Níniel et Turambar ne tardent pas à s'aimer. Túrin la demande en mariage, mais Brandir tente de la dissuader, présageant le mal. Quand Turambar accepte d'abandonner la guerre pour ne pas la laisser sans protection, Níniel accepte finalement de l'épouser. Turambar est obligé de reprendre le combat quand Glaurung envoie des Orques attaquer Brethil. Son épée à la main, Túrin chasse les Orques, prenant la tête du peuple de Brandir. L'année suivante, Níniel tombe enceinte, et Glaurung attaque Brethil en personne.
Turambar décide de prendre le dragon en embuscade lorsqu'il franchirait le ravin de Cabed-en-Aras et d'essayer de le poignarder par en dessous. Il prend deux compagnons avec lui, Dorlas et Hunthor, mais le premier prend la fuite et le deuxième est tué par une pierre. Turambar blesse mortellement Glaurung avec Gurthang, mais lui-même s'empoisonne par le sang du dragon et s'évanouit. Quand Níniel part à sa recherche, Glaurung, avec ses derniers mots, lève son sortilège et elle retrouve la mémoire, réalisant que Turambar était son frère. Horrifiée, Nienor se jette elle-même du haut de la falaise dans la rivière Taeglin et meurt.
Brandir en est témoin, et quand Turambar s'éveille, il lui apprend ce qui s'était passé. Refusant de le croire et en colère contre son destin, Túrin tue Brandir, sans défense. Dans sa folie, il court jusqu'à la tombe de Finduilas. Il y rencontre Mablung de Doriath, qui confirme les paroles de Brandir. Dans le désespoir et la honte, Túrin retourne au Cabed-en-Aras et se suicide en se jetant sur son épée Gurthang.
Túrin est enseveli avec l'épée brisée Gurthang sur un haut monticule près du bord du Cabed-en-Aras. Une grande pierre fut posée sur la tombe, sur laquelle les Elfes gravèrent en Cirth, les runes de Doriath :
TÚRIN TURAMBAR DAGNIR GLAURUNGA

(Túrin, vainqueur de la fatalité, tueur de Glaurung)

NIENOR NÍNIEL
Le corps de Nienor n'a jamais été retrouvé. Deux ans plus tard, Morwen et Húrin se rencontrèrent en ce lieu pour la dernière fois. Morwen y est également ensevelie. La tombe résiste à la Guerre de la Grande Colère et à l'effondrement du Beleriand. Tol Morwen est l'une des îles de la côte de la Terre du Milieu dans les Âges suivants.[pas clair]
Tolkien a écrit plusieurs versions contradictoires d'une prophétie sur le destin de Túrin après sa mort.

## Caractéristiques
Túrin est décrit comme l'un des Hommes les plus beaux qui aient jamais vécu : « la peau blanche et les cheveux noirs, […] et beaucoup plus beau de visage qu'aucun des mortels qui vivait aux temps jadis ». En cela il ressemble à sa mère Morwen descendante de la Maison de Bëor, par contraste avec la chevelure blonde de son père Húrin du peuple de Hador. D'après les paroles de Gwindor, Túrin est très grand, « aussi grands que les Humains des collines embrumées de Hithlum », ce qui lui vient vraisemblablement de son grand-père Galdor le Grand puisque tant Húrin que le peuple de Bëor sont plus petits qu'il n'était habituel pour les Hommes de Hador.
Tolkien n'est pas cohérent dans la description des yeux de Túrin. Selon certains textes, il a la beauté de sa mère et les yeux de son père, qui sont bleus, alors que selon d'autres, Túrin est décrit comme ayant hérité des yeux gris de sa mère. Les textes précisent également que ses yeux sont brillants, et que « rares, en effet, étaient ceux qui pouvaient affronter le regard de Túrin, lorsque sa volonté parlait haut et fort ou que la colère l'animait ». Ainsi il est possible qu'il ait hérité de « elven-light (…) hard to endure » des yeux de sa mère.

À l'âge de cinq ans, Túrin est décrit ainsi : 

« Il était noir de cheveux, comme sa mère, et promettait d'être de même disposition, car il n'avait pas l'humeur joyeuse, et il parlait peu, bien qu'il apprît à parler très tôt, et qu'il parût toujours plus vieux que son âge. Túrin ne pardonnait guère une injustice ou une moquerie ; mais le feu de son père l'habitait également, et il pouvait être brusque et violent. Et cependant il était prompt à s'apitoyer, et les souffrances ou chagrins des créatures vivantes l'émouvaient aux larmes. »

Une référence identique à ce dernier trait de caractère de Túrin se trouve dans les paroles de Finduilas : « Il n'est point encore éveillé, mais son cœur est toujours accessible à la pitié, et il ne s'y refuse jamais. Peut-être la pitié sera-t-elle la seule voie d'accès à ce cœur. ». Sa nature réservée est aussi décrite comme résultant de la malédiction de Morgoth ; ainsi, durant le séjour de Túrin à Doriath « (…) it seemed that fortune was unfriendly to him, so that often what he designed went awry, and what he desired he did not gain; neither did he win friendship easily, for he was not merry, and laughed seldom. ».
Túrin semble très gravement affecté par les morts de ses amis ; ainsi, après avoir survécu à la maladie qui emporta Lalaith, le caractère de Túrin s'aigrit et devient plus sombre. Tolkien déclara également que par la suite Túrin « dans tout visage de femme, il recherchait toujours les traits de Lalaith », qu'il n'a pu aimer Finduilas parce que « son esprit et son cœur étaient ailleurs : sur les rives de quelque rivière, en un lointain printemps », et que Túrin est vraiment tombé amoureux de Níniel parce qu'elle lui rappelait Lalaith. Le chagrin qu'il éprouva d'avoir tué Beleg « se grava sur le visage Túrin et ne s'effaça jamais » ; des textes antérieurs de Tolkien ajoutent qu'après cet événement « sauvages et noirs étaient ses cheveux,  mais avec des mèches de gris, et son visage était pâle et marqué comme par des chagrins d'un lointain passé ».
Tolkien déclare également qu'un des autres traits de caractère de Túrin, qui le mettait à part, était que « son langage et son allure étaient ceux de l'ancien royaume de Doriath », ce qui implique l'utilisation d'une variante archaïque et plus « noble » du sindarin.
Túrin est un cousin de Tuor Eladar, père d'Eärendil. Il y a de nombreuses ressemblances dans les circonstances de leurs vies (les deux perdent leurs pères dans la bataille des Nírnaeth Arnoediad, sont en partie éduqués par les Elfes, vivent en hors-la-loi, sont des chefs de guerre dans des forteresses elfiques et survivent à leur chute), mais le résultat de la vie de Tuor est extrêmement différent. Même l'apparence de Túrin est sombre, augmentant sa ressemblance avec les Elfes Noldorin alors que son cousin est blond. Ils ne se sont jamais renconrés, mais Tuor a aperçu son cousin lors de son passage à Eithel Ivrin.
Túrin est un des rares personnages des écrits de Tolkien à commettre un suicide, et plusieurs des autres – Aerin, Nienor, et Húrin – sont liés à cette histoire.

## Noms et titres
Le nom « Túrin » est supposé venir du taliska, la langue du peuple de Hador. Son étymologie est inconnue.« Turambar » dérive du quenya, une langue elfique créée par Tolkien, et signifie « Maître du Destin » (Q. Tur- 'maître', et umbar ou ambar 'destin'). Tous les autres noms donnés ou pris par Túrin viennent du sindarin, une autre langue elfique inventée par Tolkien. La forme sindarine de Turambar, rarement usitée par Tolkien, est « Turumarth » (S. umarth ou amarth 'destin', aussi úmarth 'mauvais destin'),.
Après avoir quitté Doriath, Túrin ne cesse de tenter de cacher sa malédiction et, par conséquent, son vrai nom. Quand il rejoint les hors-la-loi, il s'appelle lui-même « Neithan », « le Dépossédé », parce qu'il croyait avoir été banni de Doriath. Plus tard il prend le nom de « Gorthol » (Heaume de terreur) (S. gor- 'horreur', thôl 'heaume'), puisqu'il porte alors le Heaume du Dragon. Quand Túrin arrive à Nargothrond, il cache son identité sous le nom d'« Agarwaen fils d'Úmarth » (le Sanglant, fils du Maudit), mais est vite connu comme « Adanedhel » (l'Homme-Elfe), car il ressemblait beaucoup aux Elfes dans ses manières et dans son apparence. Finduilas l'appelle aussi « Thurin » (le Secret), et après le reforgeage de l'épée noire Gurthang et à cause de ses prouesses avec elle, Túrin est connu comme « Mormegil » (le Noire-Épée) (S. mor- "noir", magol ou megil "épée"). Quand il rencontre pour la première fois les Hommes de Brethil, Túrin se présente comme « l'Homme sauvage des bois », mais prend vite le nom de « Turambar » quand il décide de s'installer parmi eux. Il a aussi eudroit au titre de « Dagnir Glaurunga » (le Poison de Glaurung) (S. dagnir 'tueur'),.

## Arbre généalogique
|  |  | Maison de Hador | Maison de Hador | Maison de Hador | Maison de Hador | Maison de Hador | Maison de Hador |  |  | Maison de Haleth | Maison de Haleth | Maison de Haleth | Maison de Haleth | Maison de Haleth | Maison de Haleth |  |  |          |          |          |          | Maison de Bëor | Maison de Bëor | Maison de Bëor | Maison de Bëor | Maison de Bëor | Maison de Bëor |          |          |          |          |      |      |      |      |      |      |      |      |  |  |  |  |  |  |  |  |  |  |  |  |  |  |  |  |  |  |  |  |  |  |  |  |  |  |  |  |
|  |  | Maison de Hador | Maison de Hador | Maison de Hador | Maison de Hador | Maison de Hador | Maison de Hador |  |  | Maison de Haleth | Maison de Haleth | Maison de Haleth | Maison de Haleth | Maison de Haleth | Maison de Haleth |  |  |          |          |          |          | Maison de Bëor | Maison de Bëor | Maison de Bëor | Maison de Bëor | Maison de Bëor | Maison de Bëor |          |          |          |          |      |      |      |      |      |      |      |      |  |  |  |  |  |  |  |  |  |  |  |  |  |  |  |  |  |  |  |  |  |  |  |  |  |  |  |  |
|  |  |                 |                 |                 |                 |                 |                 |  |  |                  |                  |                  |                  |                  |                  |  |  |          |          |          |          |                |                |                |                |                |                |          |          |          |          |      |      |      |      |      |      |      |      |  |  |  |  |  |  |  |  |  |  |  |  |  |  |  |  |  |  |  |  |  |  |  |  |  |  |  |  |
|  |  | Galdor          | Galdor          | Galdor          | Galdor          | Galdor          | Galdor          |  |  | Hareth           | Hareth           | Hareth           | Hareth           | Hareth           | Hareth           |  |  | Baragund | Baragund | Baragund | Baragund | Baragund       | Baragund       |                |                | Belegund       | Belegund       | Belegund | Belegund | Belegund | Belegund |      |      |      |      |      |      |      |      |  |  |  |  |  |  |  |  |  |  |  |  |  |  |  |  |  |  |  |  |  |  |  |  |  |  |  |  |
|  |  | Galdor          | Galdor          | Galdor          | Galdor          | Galdor          | Galdor          |  |  | Hareth           | Hareth           | Hareth           | Hareth           | Hareth           | Hareth           |  |  | Baragund | Baragund | Baragund | Baragund | Baragund       | Baragund       |                |                | Belegund       | Belegund       | Belegund | Belegund | Belegund | Belegund |      |      |      |      |      |      |      |      |  |  |  |  |  |  |  |  |  |  |  |  |  |  |  |  |  |  |  |  |  |  |  |  |  |  |  |  |
|  |  |                 |                 |                 |                 |                 |                 |  |  |                  |                  |                  |                  |                  |                  |  |  |          |          |          |          |                |                |                |                |                |                |          |          |          |          |      |      |      |      |      |      |      |      |  |  |  |  |  |  |  |  |  |  |  |  |  |  |  |  |  |  |  |  |  |  |  |  |  |  |  |  |
|  |  |                 |                 |                 |                 |                 |                 |  |  |                  |                  |                  |                  |                  |                  |  |  |          |          |          |          |                |                |                |                |                |                |          |          |          |          |      |      |      |      |      |      |      |      |  |  |  |  |  |  |  |  |  |  |  |  |  |  |  |  |  |  |  |  |  |  |  |  |  |  |  |  |
|  |  | Húrin           | Húrin           | Húrin           | Húrin           | Húrin           | Húrin           |  |  |                  |                  |                  |                  |                  |                  |  |  | Morwen   | Morwen   | Morwen   | Morwen   | Morwen         | Morwen         |                |                | Rían           | Rían           | Rían     | Rían     | Rían     | Rían     |      |      | Huor | Huor | Huor | Huor | Huor | Huor |  |  |  |  |  |  |  |  |  |  |  |  |  |  |  |  |  |  |  |  |  |  |  |  |  |  |  |  |
|  |  | Húrin           | Húrin           | Húrin           | Húrin           | Húrin           | Húrin           |  |  |                  |                  |                  |                  |                  |                  |  |  | Morwen   | Morwen   | Morwen   | Morwen   | Morwen         | Morwen         |                |                | Rían           | Rían           | Rían     | Rían     | Rían     | Rían     |      |      | Huor | Huor | Huor | Huor | Huor | Huor |  |  |  |  |  |  |  |  |  |  |  |  |  |  |  |  |  |  |  |  |  |  |  |  |  |  |  |  |
|  |  |                 |                 |                 |                 |                 |                 |  |  |                  |                  |                  |                  |                  |                  |  |  |          |          |          |          |                |                |                |                |                |                |          |          |          |          |      |      |      |      |      |      |      |      |  |  |  |  |  |  |  |  |  |  |  |  |  |  |  |  |  |  |  |  |  |  |  |  |  |  |  |  |
|  |  |                 |                 |                 |                 |                 |                 |  |  |                  |                  |                  |                  |                  |                  |  |  |          |          |          |          |                |                |                |                |                |                |          |          |          |          |      |      |      |      |      |      |      |      |  |  |  |  |  |  |  |  |  |  |  |  |  |  |  |  |  |  |  |  |  |  |  |  |  |  |  |  |
|  |  | Túrin           | Túrin           | Túrin           | Túrin           | Túrin           | Túrin           |  |  | Lalaith          | Lalaith          | Lalaith          | Lalaith          | Lalaith          | Lalaith          |  |  | Nienor   | Nienor   | Nienor   | Nienor   | Nienor         | Nienor         |                |                |                |                |          |          | Tuor     | Tuor     | Tuor | Tuor | Tuor | Tuor |      |      |      |      |  |  |  |  |  |  |  |  |  |  |  |  |  |  |  |  |  |  |  |  |  |  |  |  |  |  |  |  |
|  |  | Túrin           | Túrin           | Túrin           | Túrin           | Túrin           | Túrin           |  |  | Lalaith          | Lalaith          | Lalaith          | Lalaith          | Lalaith          | Lalaith          |  |  | Nienor   | Nienor   | Nienor   | Nienor   | Nienor         | Nienor         |                |                |                |                |          |          | Tuor     | Tuor     | Tuor | Tuor | Tuor | Tuor |      |      |      |      |  |  |  |  |  |  |  |  |  |  |  |  |  |  |  |  |  |  |  |  |  |  |  |  |  |  |  |  |
|  |  |                 |                 |                 |                 |                 |                 |  |  |                  |                  |                  |                  |                  |                  |  |  |          |          |          |          |                |                |                |                |                |                |          |          |          |          |      |      |      |      |      |      |      |      |  |  |  |  |  |  |  |  |  |  |  |  |  |  |  |  |  |  |  |  |  |  |  |  |  |  |  |  |

## Concept et création

### Inspiration
La ressemblance de Túrin avec des figures des contes médiévaux peut être confirmée par une lettre que Tolkien écrivit à Milton Waldman, un éditeur de HarperCollins, concernant l'avenir de ses œuvres :

« Comme les Enfants de Húrin, récit tragique autour de Túrin Turambar et de sa sœur Níniel ; Túrin en est le héros, figure dont on pourrait dire (selon les personnes qui aiment ce genre de choses, mais ce n'est pas très utile) qu'il est tiré partiellement de Sigurd le Volsung, d'Œdipe, et du Kullervo finnois. »

Túrin est principalement basé sur Kullervo, un personnage du folklore finnois que l'on retrouve dans l'épopée nationale finlandaise le Kalevala. En effet, Kullervo est également un héros tragique et « maudit ». Il viole sa sœur sans connaître sa parenté, il apporte la ruine sur sa famille, puis, rongé par le remords, il finit par se suicider. Sigmund, le père de Sigurd dans la Völsunga saga, ressemble aussi à Túrin dans la relation incestueuse qu'il a avec sa sœur. Dans l'opéra de Richard Wagner Die Walküre (aussi écrit en partie à partir du mythe du Volsung), Siegmund et Sieglinde sont des parallèles à Túrin et Nienor. (Une ressemblance notable entre Túrin et Siegmund est quant au premier acte de Die Walküre, Siegmund se présente comme Wehwalt, de la même façon que Túrin déclare aux Elfes de Nargothrond que son nom est Agarwaen (le sanglant). Túrin ressemble aussi à Sigurd lui-même, car il connut sa plus grande gloire pour avoir tué un dragon d'un immense pouvoir et d'une grande magie.
Túrin possède également de nombreux points communs avec le personnage de Michael Moorcock Elric de Melniboné, qui est aussi tiré en partie de Kullervo. Les deux sont des antihéros qui possèdent des épées noires pensantes (les deux épées ayant chacune une jumelle — quoique ce détail ait été absentdans la première version de l'histoire de Túrin écrite dans les années 1910), qui ont tué des amis ou des amours involontairement, et qui finissent par se tuer. La première histoire d'Elric fut publiée avant Le Silmarillion, donc le détail des épées noires a pu être conçu de façon indépendante par les deux auteurs.
Un autre parallèle a été fait avec le conte du chevalier Balin dans la légende arthurienne. Quoiqu'il sache qu'il possède une épée maudite, Balin continue néanmoins sa quête pour regagner la faveur du Roi Arthur, bien qu'il cause involontairement la misère partout où il va. Le destin le rattrape finalement quand il tue involontairement son propre frère, qui à son tour le blesse mortellement.

### Noms rejetés
L'idée de Túrin de changer son nom pour échapper à son destin est déjà présente dans les versions initiales du conte, bien que dans une moindre mesure. Le nom Turambar apparaît dans les brouillons préliminaires, mais il est pris par Túrin à sa première rencontre avec Glaurung après qu'il a révélé à Túrin la malédiction dont il était frappé. Noire-Épée (Blacksword) apparaît aussi, comme surnom ; de plus Túrin se présente lui-même comme "Turambar fils de la "weary" forêt" quand il retourne à Dor-lómin, avec la forme quenyarin Rúsitaurion et le Gnomique bo-Dhrauthodavros.
Tolkien était hésitant sur les traductions exactes des noms elfiques : dans plusieurs texte la forme plus tardive Turumarth apparaît comme Turumart, Turmarth, ou encore Turamarth ; Mormegil comme Mormagli(r) ou Mormael en gnomique/sindarin et comme Mormakil en quenya,,. La forme originale d'Agarwaen, « le sanglant », était Iarwaeth, et Thurin « le Secret » était censé dériver de Thuringud, « l'adversaire caché ». Dans ces très anciens textes Tolkien interprétait habituellement Turambar comme « le Conquérant du Destin ».

### Destin après la mort
Tolkien, depuis le début, était constant dans sa volonté que Túrin ait un destin exceptionnel après son décès, différent de celui des autres Hommes mortels d'attendre d'abord dans les Cavernes de Mandos et d'ensuite quitter Arda pour toujours. Cependant, le rôle exact qu'il aurait à jouer dans le légendaire est modifié à plusieurs reprises.
Dans la toute première esquisse à nous être parvenue, où le conte n'est rédigé que superficiellement et dans lequel il manque de nombreux éléments, une allusion est déjà faite à la "purification de Turambar et Vainóni (nom originel de Nienor) qui « fare shining about the world » et allèrent rejoindre les armées de Tulkas contre Melkor (Morgoth)". Dans le manuscrit achevé du Conte de Turambar et du Foalókë il est précisé dans l'histoire que Túrin et Nienor ne furent pas admis d'abord chez Mandos à cause de leurs actes ; mais après les prières de leurs parents, il leur fut permis d'entrer dans le « bain de flamme », où la (sic) Soleil les emplit à nouveau de lumière, « and so were all their sorrows washed away ». Un nouveau détail est introduit, que[pas clair] « in the Great Wrack » Túrin combattrait les dragons de Morgoth avec sa fameuse épée.
Dans les écrits postérieurs de Tolkien, il n'est fait aucune allusion à la destinée de Nienor. Mais le sort de Túrin se fait chaque fois plus important. L'idée qui fut longtemps conservée était que Túrin prenne part à la Dernière Bataille juste avant la Fin du Monde. quand Morgoth reviendrait et mènerait l'assaut final contre les Valar et les Enfants d'Ilúvatar. Dans un texte précédent c'était « l'esprit de Túrin » qui revenait et combattait tandis que dans la révision de la Quenta Noldorinwa effectuée en 1937 la bataille est décrite ainsi :

« In that day Tulkas shall strive with Morgoth, and on his right hand shall be Fionwë (early name of Eönwë), and on his left Túrin Turambar, son of Húrin, coming from the halls of Mandos; and the black sword of Túrin shall deal unto Morgoth his death and final end; and so shall the children of Húrin and all Men be avenged »

Dans le même texte, il est dit que Túrin a « une place parmi les enfants des Valar ». Cependant, aussi bien le concept des Enfants des Valar que de la place de Túrin parmi eux disparurent des versions postérieures. L'idée que Túrin demeura dans les Cavernes de Mandos un temps incommensurable semble aussi avoir été écartée. À la place Túrin est mentionné comme « revenu du Destin des Hommes à la fin du monde ». Les conséquences exactes de cette phrase sont très peu claires. De plus il introduit Beren Camlost comme étant lui-même revenu de la mort. Il est aussi précisé à ce moment que lorsque Varda créa la constellation de Menelmacar, elle la destina à être "un signe de Túrin Turambar" et "une prédiction de la Dernière Bataille".
Cependant, dans une note tardive, Tolkien présenta une conception entièrement différente : Túrin était resté à Mandos plus longtemps que normalement, mais pour seulement cinquante ans, et non pour la vie entière du monde. Selon la prophétie d'Andreth, pendant la Guerre de la Grande Colère, à la fin du Premier Âge Túrin "devait revenir de la Mort, et, avant qu'il ne quitte les Cercles du Monde pour toujours, combattre le Grand Dragon de Morgoth, Ancalagon le Noir, et lui porter le coup mortel". Ainsi l'idée originale du combat de Túrin contre les dragons réapparaissait, mais cela aurait exigé de trop grands remaniements si Tolkien avait tenté de remplacer Eärendil par Túrin en tant que tueur d'Ancalagon. À cause de ceci et de d'autres contradictions similaires, Christopher Tolkien décida de ne pas inclure de références à la Dernière Bataille ou au destin final de Túrin dans la version publiée du Silmarillion.

## Représentations
De nombreux artistes réalisèrent des illustrations pour l'histoire de Túrin. Le roman Les Enfants de Húrin contient des images réalisées par Alan Lee, alors que de nombreuses éditions du Silmarillion et des Contes et légendes inachevés sont illustrées par Ted Nasmith. D'autres images furent faites par John Howe et Anke Katrin Eißmann.